# Roy Sesana
(Roy Sesana alla cerimonia di consegna del  Right Livelihood Award, 2005)
Roy Sesana (noto anche col nome san di Tobee Tcori; Molapo, 1950 circa) è un attivista e politico botswano che si batte per i diritti del suo popolo, i boscimani del Kalahari.
Viene considerato il leader politico dei boscimani dei gruppi Gana, Gwi e Bakgalagadi, e guida l'organizzazione First People of the Kalahari (FPK, "primo popolo del Kalahari"), che si oppone all'allontanamento forzato dei boscimani dalla loro terra natia.

## Biografia
Sesana nacque a Molapo (una località all'interno della Riserva faunistica del Kalahari centrale ( in inglese Central Kalahari Game Reserve, CKGR) a metà del XX secolo (lui stesso non conosce con esattezza il proprio anno di nascita). Per qualche anno lavorò come impiegato in Sudafrica, per poi tornare nel Kalahari e intraprendere la professione di guaritore. Nel 1991 ha fondato l'FPK insieme a John Hardbattle, allo scopo di difendere lo stile di vita tradizionale dei boscimani, basato su caccia e raccolta, e il loro diritto alla terra. In particolare, l'FPK aveva lo scopo di opporsi alle crescenti pressioni del governo del Botswana affinché i boscimani lasciassero la CKGR. Le motivazioni ufficiali di queste pressioni riguardavano la necessità di proteggere l'ambiente del Kalahari e l'impossibilità di fornire ai boscimani del Kalahari i servizi e le infrastrutture minime destinate ai cittadini del Botswana. Tuttavia, l'FPK accusò il governo di voler sfrattare i boscimani per poter procedere allo sfruttamento delle miniere di diamanti presenti nelle loro terre.
Nel 1997 e nel 2002 le pressioni si intensificarono; gli ufficiali governativi chiusero i pozzi dei villaggi e minacciarono di dar fuoco alle capanne. La maggior parte dei boscimani Gana, Gwi e Bakgalagadi furono costretti a trasferirsi in campi d'accoglienza organizzati dalle autorità. Sesana e altri del suo gruppo furono trasferiti nella località di New Xade. Questa azione, denunciata come lesiva dei diritti umani da parte dell'FPK e di molte ONG operanti in loco, attirò sul governo del Botswana numerose proteste a livello internazionale. L'FPK iniziò una dura battaglia legale per annullare la decisione del governo e consentire ai boscimani di tornare alle proprie terre. Tra le altre cose, l'FPK raccolse le testimonianze dei boscimani che erano stati picchiati o minacciati, assistendoli legalmente. Nel 2004, il fratello di Sesana morì in seguito a percosse da parte di ufficiali governativi.
Nel settembre 2005, Sesana fu arrestato per "sommossa" e per aver tentato di entrare con la forza nella riserva naturale del Central Kalahari. Pochi giorni dopo, ricevette Sesana il Right Livelihood Award, un premio attribuito in Svezia a coloro che "operano per attuare soluzioni pratiche ed esemplari per i più urgenti problemi del mondo di oggi".
Nel 2006, la Corte Suprema del Botswana si pronunciò a favore delle istanze dell'FPK, dichiarando che il trasferimento forzato dei boscimani a New Xade era stato un'operazione illegale e incostituzionale. Nonostante questa vittoria formale, Sesana ha proseguito la propria battaglia sostenendo che il governo sta tuttora ostacolando il rientro dei San nelle loro terre d'origine. Nel contesto di questa opera di lotta politica, Sesana è stato accolto in visita da diversi governi africani e occidentali: il 23 maggio 2007 è stato ascoltato dal Senato italiano.